# Portada/article març 28

## Nàutil
Els nàutils (ναυτίλος nautilos, "navegant" en grec antic) són qualssevol de les criatures marines de la família de cefalòpodes dels nautílids, l'única família de l'ordre dels nautilins. Són els únics membres vivents de la subclasse dels nautiloïdeus, que existeixen des de fa 500 milions d'anys, per la qual cosa són considerats fòssils vivents. Originalment, el nom «nàutil» designava uns altres cefalòpodes, els argonautes, també coneguts com a nàutils de paper.
Són animals d'uns quinze centímetres de diàmetre, especialment coneguts per la seva conquilla calcària. Es mouen lentament, però tot i això són capaços d'alimentar-se de petits peixos i crustacis. N'hi ha exemplars mascles i femelles, i es troben exclusivament a l'oceà Pacífic.